# Harber (Hohenhameln)
Harber è una frazione (Ortsteil) del comune di Hohenhameln, nel land della Bassa Sassonia, in Germania.

## Storia
Già comune autonomo nel circondario di Burgdorf, fu soppresso e incorporato a Hohenhameln il 1º marzo 1974.